# Heliconius hecale
Espèce
Heliconius hecale est une espèce d'insectes lépidoptères de la famille des Nymphalidae, de la sous-famille des Heliconiinae et du genre Heliconius.

## Taxinomie
Heliconius hecale a été décrit par Johan Christian Fabricius en 1775 sous le nom de Papilio hecale.

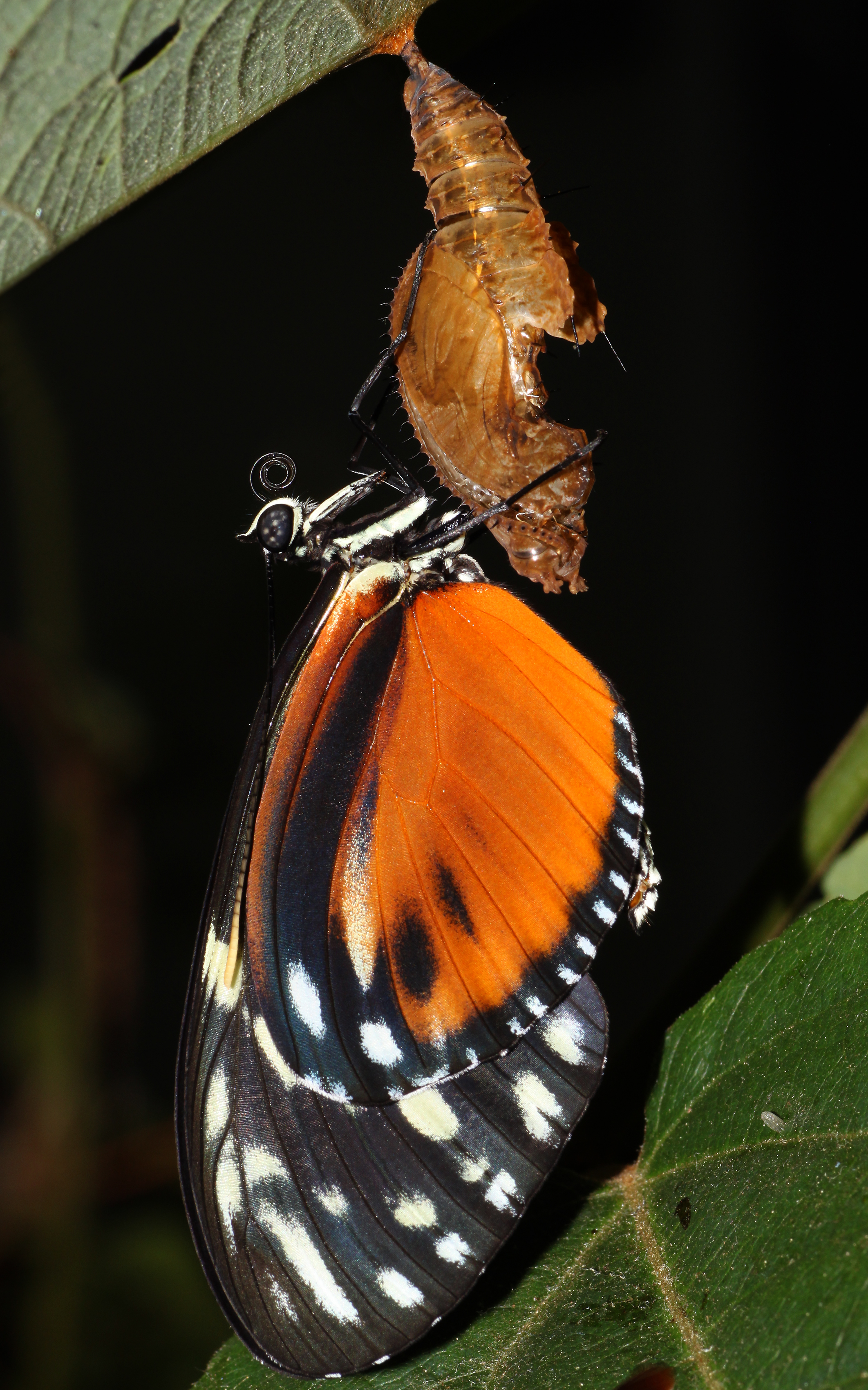
Revers d'un imago de Heliconius hecale près de son cocon.

### Sous-espèces

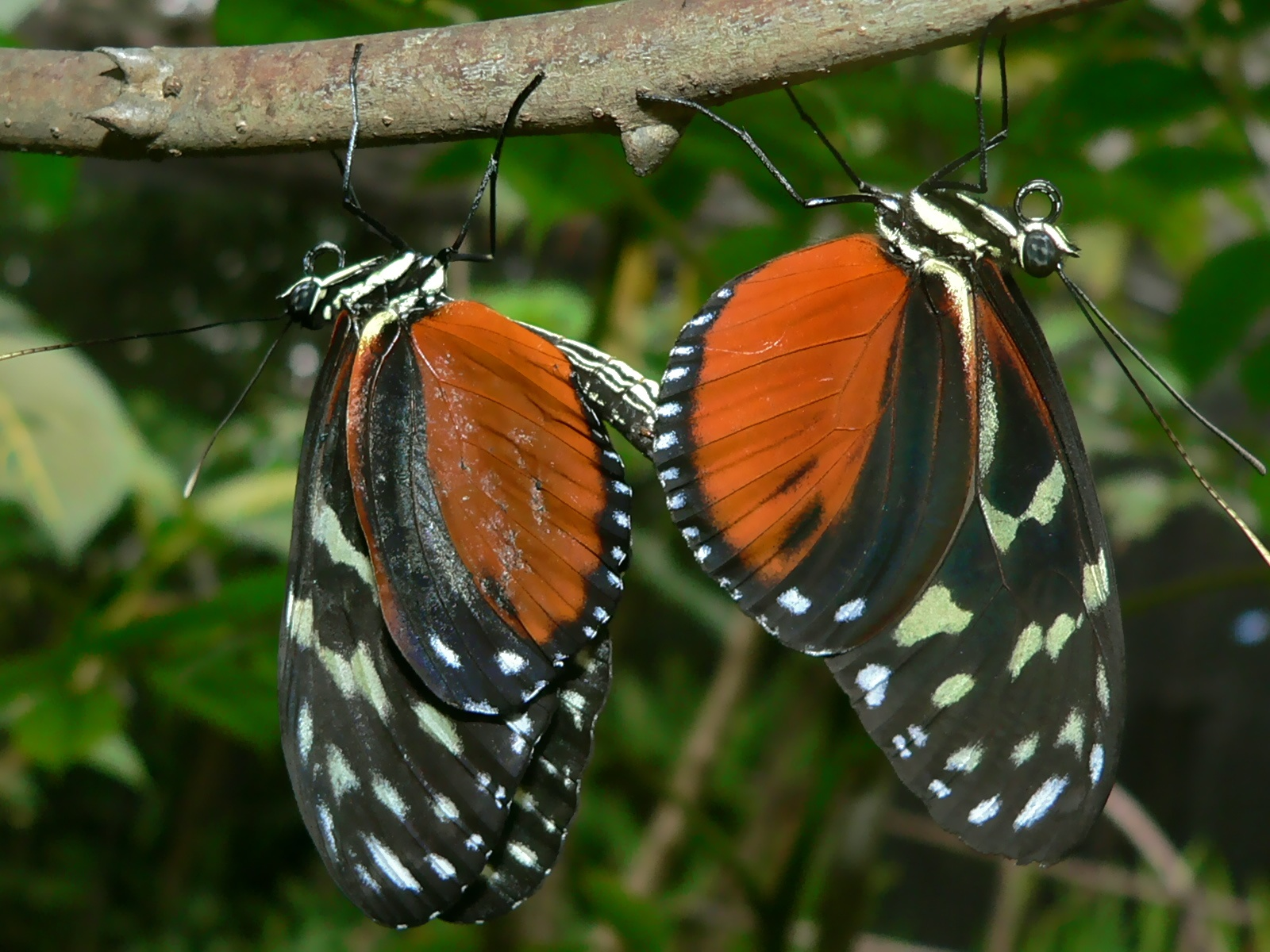
Accouplement chez Heliconius hecale zuleika (Costa Rica)

- Heliconius hecale hecale ; présent au Surinam
- Heliconius hecale anderida Hewitson, 1853 ; présent au Venezuela
- Heliconius hecale annetta Riffarth, 1900 ; présent en Colombie
- Heliconius hecale australis Brown, 1976 ; présent en Équateur
- Heliconius hecale barcanti Brown & Yeper ; présent au Venezuela
- Heliconius hecale clearei Hall, 1930 ; présent au Guyana
- Heliconius hecale discomaculatus Weymer, 1891 ; présent au Honduras
- Heliconius hecale ennuis Weymer, 1891 ; présent au Brésil
- Heliconius hecale felix Weymer, 1894 ; présent au Pérou
- Heliconius hecale fornarina Hewitson, 1853 ; présent au Guatemala (synonyme : Heliconius hecale styx)
- Heliconius hecale holcophorus Staudinger, [1897] ; présent en Colombie (synonyme : Heliconius hecale semiphorus).
- Heliconius hecale humboldti Neustetter, 1928 ; présent au Pérou
- Heliconius hecale ithaca Felder ; présent en Colombie (synonyme : Heliconius hecale vittatus).
- Heliconius hecale latus Riffarth, 1900 ; présent au Brésil
- Heliconius hecale melicerta Bates ; présent au Panama et en Colombie.
- Heliconius hecale metellus Weymer, 1894 ; présent au Brésil
- Heliconius hecale naxos Neukirchen, 1998 ; présent au Brésil
- Heliconius hecale nigrofasciatus Weymer, 1894 ; présent au [Brésil
- Heliconius hecale novatus (Bates) ; présent en Bolivie, au Brésil et au Pérou
- Heliconius hecale paraensis Riffarth, 1900 ; présent au Brésil
- Heliconius hecale paulus Neukirchen, 1998 ; présent au Brésil
- Heliconius hecale quitalenus (Hewitson, 1853) ; présent en Équateur, en Bolivie et au Pérou
- Heliconius hecale rosalesi Brown & Fernández, 1976 ; présent au  Venezuela
- Heliconius hecale shanki Lamas & Brown, 1976 ; présent au Pérou
- Heliconius hecale sisyphus Salvin, 1871 ; présent au Brésil et au Pérou
- Heliconius hecale sulphureus Weymer, 1894 ; présent au Brésil
- Heliconius hecale vetustus Butler, 1873 ; présent en Guyane, au Guyana, au Surinam,
- Heliconius hecale zeus Neukirchen, 1995 ; présent en Bolivie
- Heliconius hecale zuleika Hewitson, 1854 ; présent au Nicaragua et au Panama (synonyme Heliconius hecale jucundus et Heliconius hecale xanthicles)[1]

## Nom vernaculaire
Il se nomme Tiger Longwing ou Hecale Longwing en anglais.

## Description
C'est un grand papillon aux ailes allongées et arrondies de couleur orange orné de marron. Les ailes antérieures sont orange avec un apex marron, une barre jaune ou des taches blanches, puis quelques taches marron. Les ailes postérieures sont orange bordées de marron et marquées d'une barre marron.
Le revers présente la même ornementation.

### Chenilles
Les chenilles sont blanches avec des épines et des cornes noires alors que la tête est orange

## Biologie

### Plantes hôtes
Les plantes hôtes de sa chenille sont des Granadilla et Distephana (Passifloraceae).

## Écologie et distribution
Il est présent en Guyane, au Guyana, au Surinam, au Nicaragua, au Panama, en Équateur, au Venezuela, au Guatemala, au Honduras, en Colombie, en Bolivie, au Brésil et au Pérou.

### Biotope
Il réside dans la forêt.